# Felix Haenseler
Felix Haenseler Jeger ( 1766 - 1841) fue un botánico, y boticario alemán. Hubo de venir a Málaga como soldado del regimiento suizo que mandaba el después célebre general D. Teodoro Reding, el artífice de la victoria en la batalla de Bailén, en 1808.
Fue amigo y colaborador de Pedro Edmundo Boissier (1810-1885).

## Honores

### Epónimos
Género
- (Apiaceae) Haenseleria Rchb.[1]

### Algunas publicaciones

#### Libros
- 1817. Ensayo para un análisis de las aguas de Carratraca. Málaga, Impr. Ofic. de Luis de Contreras. 8.° 25 pp.

- La abreviatura «Haens.» se emplea para indicar a Felix Haenseler como autoridad en la descripción y clasificación científica de los vegetales.[2]